# Atlas ptáků
Atlas ptáků je český film z roku 2021 režiséra Olma Omerzu, který byl zařazen do hlavní soutěže mezinárodního filmového festivalu v Karlových Varech v srpnu 2021.

## Výroba
Film měl pracovní název Admin.

## Obsazení
| Miroslav Donutil | Ivo    |
| Alena Mihulová   | Marie  |
| Martin Pechlát   | Martin |
| Eliška Křenková  | Nina   |
| Vojtěch Kotek    | David  |
| Pavla Beretová   | Eva    |
| Martin Havelka   |        |
| Jan Vondráček    |        |
| Philipp Schenker |        |
| David Bowles     |        |